# 영토 분쟁

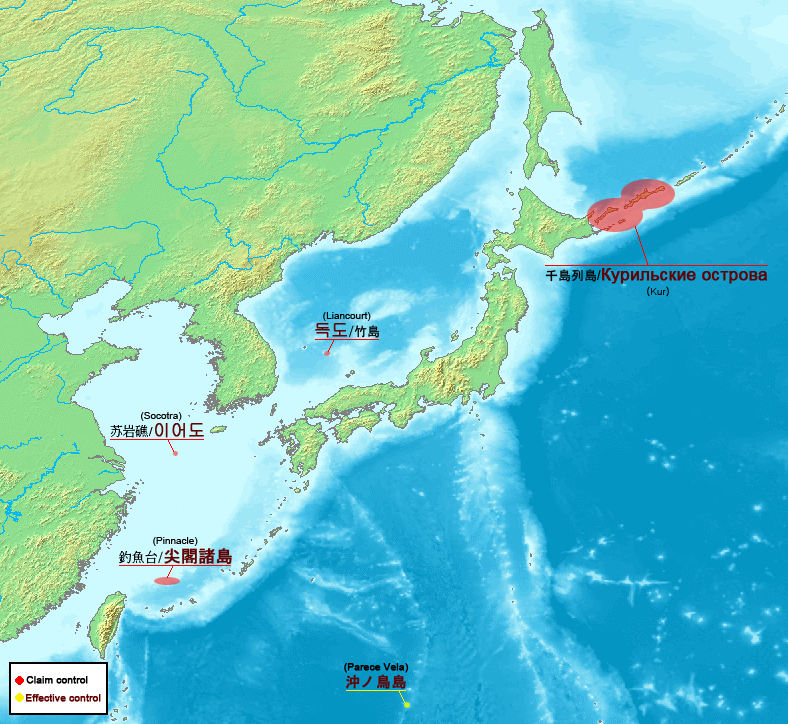
동아시아의 도서 분쟁

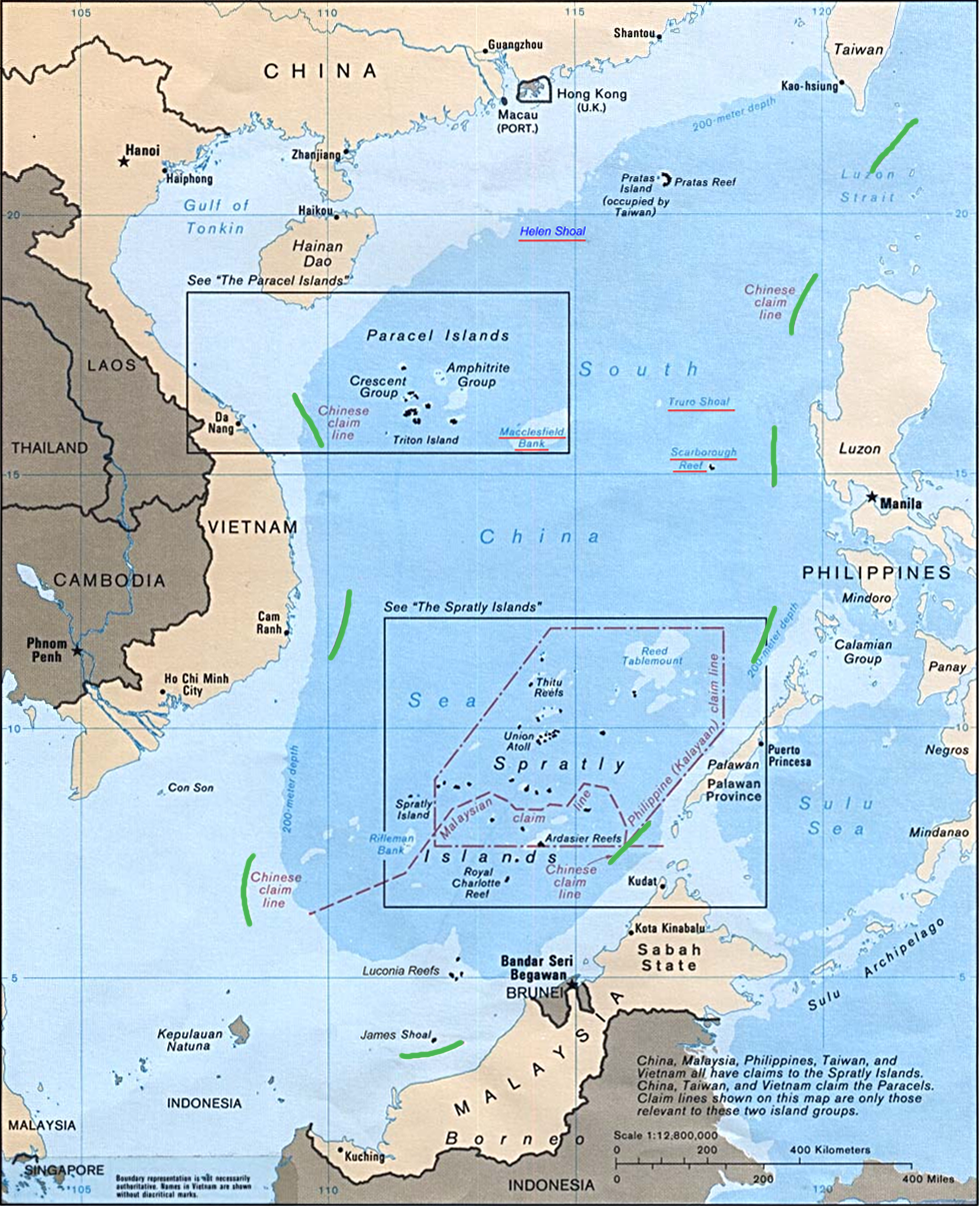
동남아시아의 도서 분쟁

영토 분쟁(領土紛爭, territorial dispute)은 일정한 영토국의 주권을 두고 벌어지는 국가 사이의 국제 분쟁이다. 영토 갈등(領土葛藤) 또는 영토 문제(領土問題)라고 일컫기도 한다.

## 원인
영토 분쟁이 일어나는 원인은 국가와 민족, 종교, 문화 등 다양한 요인에 의해서 발생하고 촉진된다. 특히 국가와 민족이 대부분의 경우를 이루고 있다.
영토 분쟁의 주요 원인 중 하나는 바로 강대국의 통치행위와 관련이 깊다. 예시로, 과거에 소련과 같은 강대국 내 자치공화국(행정구역) 경계를 역사와 문화, 그리고 인종과 종교에 대한 깊은 고려 없이 마음대로 설정한 것에서 비롯되는 경우가 많다. 소련의 경우, 소련이 붕괴하면서 기존 자치공화국들이 독립을 선언했고, 일부 국가들은 잘못된 국경선 지정 때문에 전쟁을 벌였다.
또한 19세기부터 시작된 제국주의 국가들의 식민주의와 깊은 연관성을 갖는다. 현재 영토 분쟁을 겪는 일부 국가들은, 영국과 프랑스의 식민 지배 시절에 현대적인 의미에서 국경선이 획정된 경우가 많다. 영국과 프랑스의 식민 지배가 종료되고, 과거의 식민지들이  신생국으로 독립하면서 영토 분쟁 문제가 발생하는 것이다. 특히 식민지 국가들의 고유한 국경선이 아닌 영국과 프랑스의 합의와 편의에 의해서 설정된 국경선은 신생국들 간 갈등을 빚고, 영토 분쟁을 발생시키는 원인이 되었다.
또한 역사적으로 빼앗긴 영토와 영해 때문에 분쟁이 발생하는 경우도 있으며 인접한 국가 사이에 영유권을 주장하는 영토가 서로 중첩될 경우에도 분쟁이 발생한다. 
현대에는 천연 자원을 둘러싸고 영토 분쟁이 일어나는 경우가 많다. 대표적으로 남중국해의 스프래틀리 군도와 남대서양의 포클랜드 제도 등의 분쟁이 있다.
영토 분쟁은 육지, 섬, 영해 등 국가의 주권이 미치는 모든 영역에서 발생한다.

## 해결
영토 분쟁의 해결은 전쟁, 협상, 그리고 동결이라는 3가지 결과로 구성된다. 과거에 많은 국가들이 영토 분쟁을 무력으로 해결하려고 하였기에, 영토 분쟁은 전쟁으로 이어졌다. 
포클랜드 제도의 경우, 영국과 아르헨티나의 무력 충돌 끝에 영국이 승리함으로서 포클랜드 제도의 영유권을 다시 한번 확인하였다.
그러나 현대에 와서는 국제사법재판소 또는 국제해양법법원에 제소하여 영토 분쟁을 국제법으로 해결하려는 시도도 여러 보인다. 필리핀 대 중국 사건이 대표적인 경우다. 일본은 또한 독도 분쟁을  국제사법재판소와 국제해양법법원에 제소하여 독도 문제를 국제화 및 공론화시키려는 자세를 갖고 있다.
또한 영토 분쟁이 발생한 가운데 이를 해결하지 못하고 동결하는 사례도 여러 존재한다.

## 영토 분쟁의 종류
- 국경 분쟁: 국가 사이에 국경을 어떻게 정할 것인지를 두고 발생하는 분쟁으로, 가장 일반적인 분쟁의 형태이다. 이는 육지만 해당하지 않고 영해에도 해당한다.
  -  인도-  파키스탄 카슈미르 분쟁
  -  인도-  중국 아루나찰프라데시 분쟁
  -  러시아-  우크라이나 크림반도 영유권 분쟁
  -  러시아-  우크라이나 도네츠크, 루한스크 분쟁
  -  러시아- 일본 쿠릴 열도 분쟁
  -  중국 -  베트남 국경 분쟁
  -  중국 -  일본 센카쿠 열도 분쟁
  -  중국 -  필리핀 필리핀 대 중국
  -  대한민국- 중국 - 이어도
  -  대한민국 -  일본 독도 분쟁
  -  캄보디아 -  태국 -  캄보디아-태국 국경 분쟁
  -  아르메니아 -  아제르바이잔 나고르노카라바흐 분쟁
  -  인도네시아 -  말레이시아 보르네오섬 국경선 및 영해 분쟁
  -  싱가포르 -  말레이시아 페드라브랑카섬 분쟁
  -  키르기스스탄 -  타지키스탄 국경 분쟁
  -  이스라엘 -   시리아 헤르몬산 분쟁
  -  튀르키예 -   시리아 아프린 분쟁
  -  영국 -   스페인 지브롤터 분쟁
  -  모로코 -   스페인 세우타, 멜리야 반환 요구
  -  이집트-   수단 비르 타윌
  - 그 외 아프리카 내 국가들의 국경 분쟁
- 존재 분쟁: 서로가 상대방을 자신 또는 제3국의 속국이라 주장해서 발생하는 분쟁. 당연히 상대 국가의 주권을 괴뢰정부로 간주한다.
  -  몽골과  중화민국[9]
- 분단: 상대방 국가의 존재를 인정하지 않고 분쟁 당사국들이 거의 동일한 영역에 대한 주권을 주장하는 분쟁의 형태이다.
  -  대한민국과  조선민주주의인민공화국
  -  중화민국과  중화인민공화국
  -  키프로스와  북키프로스
  -  이스라엘과  팔레스타인
- 강제 점령: 타국의 영토 일부 혹은 전부를 무력으로 점령하여 발생하는 분쟁의 형태이다.
  -  팔레스타인 분쟁
  -  서사하라 분쟁
  -  티베트 분쟁
  -  동튀르키스탄 분쟁
- 분리 독립: 사실상 분리 독립했으나, 독립국이 과거에 속했던 국가가 독립을 인정하지 않아 발생하는 분쟁이다.
  -  코소보
  -  압하지야
  -  남오세티야
  -  소말릴란드
  -  아르차흐 공화국

## 영토 분쟁의 해결
두 차례의 세계 대전을 치른 끝에 통합을 성사시킨 유럽에서 그 실마리를 찾는다. 유럽은 1950년대 석탄·철강 부문에서 각국이 주권의 일부를 양도해 공동 관리함으로써 통합의 실마리를 만들었다. 또한 산업과 화폐·군사 부문으로 통합의 범위를 넓혀 유럽 연합(EU)이라는 공동체를 형성했다. 유럽 통합에선 각국의 주권을 모아 담은 '웅덩이(pool)' 개념이 핵심 역할을 했다. 시장이 지배하는 세계화 물결에 위축된 국가 주권을 '모으기(pooling)'를 통해 되찾을 수 있었다.

## 같이 보기
- 동결분쟁
- 이스라엘-팔레스타인 분쟁
- 남중국해의 영토 분쟁